# Lidsø
Lidsø er dannet af Peter Anton Alfred Hage i 1857-1865. Gården ligger i Rødby Sogn, Lolland Kommune. Hovedbygningen er opført i 1875 og ombygget i 1879 efter en brand, Hovedbygningen brændte igen i 1978/1979, men blev genopført i 1979.
Lidsø Gods er på 708 hektar

## Ejere af Lidsø
- (1865-1872) Peter Anton Alfred Hage
- (1872-1873) Frederica Vilhelmine Faber gift (1) Michaelsen (2) Hage
- (1873-1875) Laurits Jørgensen
- (1875-1893) Georg Krüger
- (1889-1896) Østifternes Kreditforening
- (1896-1935) Christen Moesgaard-Kjeldsen
- (1935) Ejnar Clausen
- (1935-1942) Hypotekforeningen
- (1942-1960) Carlo B. Riis
- (1960-1971) Ernst Henriksen / Harald Henriksen
- (1971-1990) Ernst Henriksen / Jens Nordtorp Henriksen
- (1990-1993) Ernst Henriksen / Jette Nymann gift Henriksen
- (1993-1997) Ernst Henriksen / Anders Nordtorp Henriksen
- (1997-2001) Reni Willert / Bjarne Saxhof / Ole Friberg / Anders Nordtorp Henriksen
- (2001-2003) Anders Nordtorp Henriksen / Bjarne Saxhof
- (2003-2005) Anders Nordtorp Henriksen / Bjarne Saxhofs dødsbo
- (2005-) Anders Nordtorp Henriksen

## Ekstern henvisninger
- Lidsø Gods